# Louis Gossett Jr.
Louis Cameron Gossett Jr. známý jen jako Louis Gossett Jr. (27. května 1936 Brooklyn, New York, USA – 29. března 2024 Santa Monica, Kalifornie, USA) byl americký herec. Nejvíce se proslavil již roku 1982 v Oscarovém snímku Důstojník a džentlmen. Jednalo se ale hlavně o televizního herce: objevil se například v Hvězdné bráně nebo v seriálu Griffinovi. Aktivně se herectví věnoval již od roku 1959.

## Život

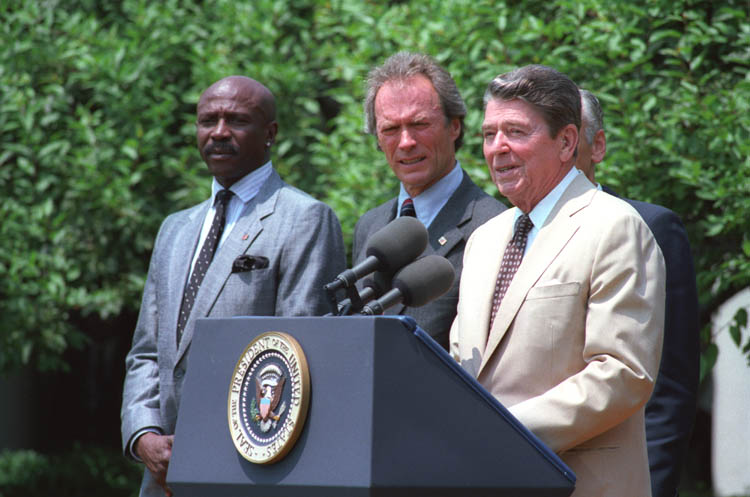
Louis Gossett Jr, Clint Eastwood a Ronald Reagan

Louis Gossett Jr. se narodil v Brooklynu v New Yorku, největším městě USA, dne 27. května 1936. Jeho matkou byla nemocniční sestra Hellen Rebecca (rozená Wray) a její manžel, vrátný Louis Gossett Sr. Dle analýzy DNA měl Gossett kořeny v Libérii a Sieře Leone.

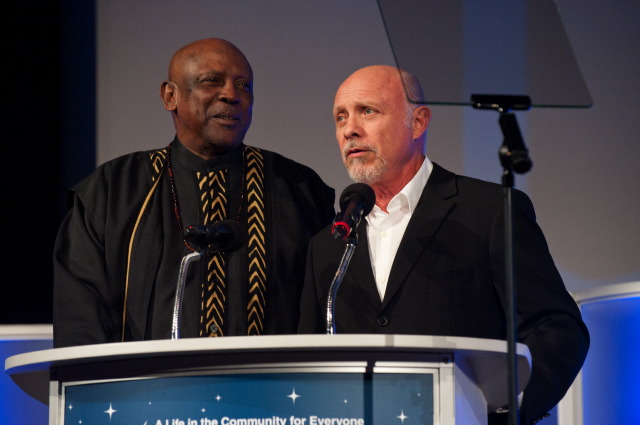
Louis Gossett a Hector Elizondo na předávání Voice Award v roce 2010

V mládí se zajímal spíše o sport, než o herectví, ale kvůli sportovnímu úrazu se rozhodl, že se bude nadále věnovat právě herectví. Úspěšně dokončil Mark Twain Intermediate School a Abraham Lincoln High School, kde promoval roku 1954, a jeho první herecký debut přišel v jeho 17 letech. V herectví se rozhodl pokračovat i po tom, co mu bylo umožněno hrát za univerzitní basketbalový tým. Sám Louis se svými téměř 2 metry (1,93 m) z davu vyčníval a byl velmi schopným hráčem.
Gossett byl třikrát ženatý a zplodil jednoho syna, dalšího pak adoptoval. Jeho první a jen rok trvající manželství bylo s Hattie Glascoe. Tu si Gossett vzal roku 1967 a následujícího roku se s ní rozvedl. Podruhé se oženil 21. srpna 1973 a to s Christinou Mangosing. Rok po svatbě se jim narodil syn Satie, roku 1975 se ale Louis s Christinou rozvedl. Jeho třetí manželství bylo se Cyndi James-Reese, se kterou se vzali dne 25. prosince 1987. Spolu adoptovali syna, Sharrona (* 1977), ale i oni se nakonec roku 1992 rozvedli.
Dne 9. února 2010 Gossett oznámil, že trpí rakovinou prostaty. Zemřel v rehabilitačním centru v kalifornské Santa Monice.

## Kariéra
Louis začínal hlavně jako seriálový herec: zahrál si mnoho vedlejších rolí nebo krátkých scén v mnoha amerických seriálech či pořadech. Nejvíce se proslavil až roku 1982, kdy si zahrál hlavní roli v Oscarovém snímku Důstojník a džentlmen. Známý je ale i snímek The Young Rebels z roku 1970, kde hrál Louis v hlavní roli. V roce 1983 získal roli v nepříliš úspěšném filmu Čelisti III a rok nato v komedii Co jsem našel, to je moje. Zahrál si i ve čtyřech dílech Železného orla.
V roce 2009 propůjčil svůj hlas hlavní postavě ve hře Half-Life 2. Přestože se nejprve zaměřoval hlavně na seriály a TV pořady, později hrál spíše v celovečerních filmech, např. Boží vzkaz nebo Muž v ringu.
V roce 2016 se objevil i na pódiu při 88. předávání Cen Akademie.

## Výběr z filmografie
| Rok  | Název                 | Role                  | Poznámky |
| ---- | --------------------- | --------------------- | --- |
| 1977 | Hlubina               | Henri Cloche          | |
| 1982 | Důstojník a džentlmen | Seržant Emil Foley    | získal Oscara pro nejlepšího herce ve vedlejší roli získal Zlatý glób za nejlepší mužský herecký výkon ve vedlejší roli |
| 1983 | Čelisti III           | Calvin Bouchard       | nominován na Zlatou malinu pro nejhoršího herce ve vedlejší roli                                                        |
| 1985 | Můj nepřítel          | Jeriba 'Jerry' Shigan | nominován na Cenu Saturn pro nejlepšího herce                                                                           |
| 1986 | Železný orel          | Chappy Sinclair       | |
| 1986 | Firewalker            | Leo Porter            | |
| 1988 | Železný orel 2        | Chappy Sinclair       | |
| 1988 | Mstitel               | Jake Berkowitz        | |
| 1992 | Železný orel 3        | Chappy Sinclair       | |
| 1995 | Železný orel 4        | Chappy Sinclair       | |
| 1998 | Mumie                 | Corbeck               | |
| 2008 | Delgo                 | Zahn                  | pouze hlas |
| 2009 | The Perfect Game      | Cool Papa Bell        | |
| 2010 | Boží vzkaz            | George Wright         | |
| 2014 | Muži v ringu          | Cubby                 | |

| Rok       | Název                            | Role               | Poznámky                                                                                                |
| --------- | -------------------------------- | ------------------ | --- |
| 1968      | Daktari                          | Mkono              | díl: „Adam and Jenny“                                                                                   |
| 1977      | Kořeny                           | Fiddler            | získal Primetime Emmy Award pro nejlepšího herce ve vedlejší roli v komediálním nebo drama seriálu      |
| 1997      | Ellen                            | Seržant Timko      | díl: „G.I. Ellen“                                                                                       |
| 1997      | Dotek anděla                     | Anderson Walker    | díl: „Amazing Grace“ nominován na Primetime Emmy Award pro nejlepšího hostujícího herce v drama seriálu |
| 1997      | Předčasné vydání                 | Jim Matthews       | díl: „The Medal“                                                                                        |
| 2003      | Mrtvá zóna                       | Pastor David Lewis | díl: „Zion“                                                                                             |
| 2005–2006 | Hvězdná brána                    | Gerak              | pět epizod                                                                                              |
| 2006      | Griffinovi                       | Seržant Angryman   | dabing díl: „Saving Private Brian“                                                                      |
| 2007      | Batman vítězí                    | Lucius Fox         | dabing                                                                                                  |
| 2009      | Pohotovost                       | Leo Malcolm        | díl: „The Family Man“                                                                                   |
| 2013      | Impérium – Mafie v Atlantic City | Oscar Boneau       | díl: „Havre de Grace“                                                                                   |
| 2014–2015 | Extant                           | Quinn              | čtyři epizody                                                                                           |